# Diane (album, 1991)
Albums de Diane Dufresne
Master série Vol. 2
(1990) Sans dessous dessus
(1991)
Diane est une double compilation de la chanteuse Diane Dufresne. Parue en 1991 au Canada et 1998 en France sous le titre Québec, elle est composée de 28 chansons en version studio ainsi qu'en version concert.

## ÉditionCD

### Titres CD 1
| No  | Titre                                       | Paroles            | Musique               | Durée      |
| --- | ------------------------------------------- | ------------------ | --------------------- | ---------- |
| 1.  | Mon premier show                            | Luc Plamondon      | François Cousineau    | 5 min 03 s |
| 2.  | Sur la même longueur d'ondes                | Luc Plamondon      | François Cousineau    | 4 min 28 s |
| 3.  | Les hauts et les bas d'une hôtesse de l'air | Luc Plamondon      | François Cousineau    | 6 min 36 s |
| 4.  | Partir pour Acapulco                        | Luc Plamondon      | François Cousineau    | 5 min 58 s |
| 5.  | J'ai besoin d'un chum                       | Luc Plamondon      | François Cousineau    | 3 min 04 s |
| 6.  | Ca m'donne les bleus                        | Luc Plamondon      | François Cousineau    | 4 min 18 s |
| 7.  | Fascination                                 | Maurice de Féraudy | Fermo Dante Marchetti | 3 min 50 s |
| 8.  | J'ai vendu mon âme au Rock n'Rroll          | Luc Plamondon      | François Cousineau    | 2 min 40 s |
| 9.  | Rock pour un gars d'bicycle                 | Luc Plamondon      | François Cousineau    | 3 min 20 s |
| 10. | La chanteuse straight                       | Luc Plamondon      | François Cousineau    | 4 min 14 s |
| 11. | Actualités                                  | Luc Plamondon      | François Cousineau    | 5 min 15 s |
| 12. | J'me sens ben                               | Luc Plamondon      | François Cousineau    | 3 min 51 s |
| 13. | Le Parc Belmont                             | Luc Plamondon      | Christian Saint-Roch  | 5 min 36 s |

- (Titres 1,9,10,11,12 et 13 en concert)

### Titres CD 2
| No  | Titre                                  | Paroles                     | Musique                           | Durée             |
| --- | -------------------------------------- | --------------------------- | --------------------------------- | ----------------- |
| 1.  | Seule dans mon linceul                 | Luc Plamondon               | Germain Gauthier                  | 5 min 05 s        |
| 2.  | Les dessous chics                      | Serge Gainsbourg            | Serge Gainsbourg                  | 3 min 05 s        |
| 3.  | La Vie en rose                         | Édith Piaf                  | Louiguy                           | 4 min 10 s        |
| 4.  | Pour un ami condamné                   | Luc Plamondon               | Jean-Marie Benoît                 | 4 min 14 s        |
| 5.  | Oxygène                                | Luc Plamondon               | Germain Gauthier                  | 4 min 51 s        |
| 6.  | Turbulences                            | Luc Plamondon               | Germain Gauthier                  | 4 min 50 s        |
| 7.  | La dernière enfance                    | Luc Plamondon               | Angelo Finaldi, Hovaness Hagopian | 3 min 07 s        |
| 8.  | Partir pour la gloire                  | Luc Plamondon               | Germain Gauthier                  | 3 min 04 s        |
| 9.  | J'tombe amoureuse                      | Pierre Grosz                | Claude Engel                      | 4 min 24 s        |
| 10. | Désir                                  | Pierre Grosz                | Lewis Furey                       | 3 min 43 s        |
| 11. | Kabuki                                 | Pierre Grosz                | Claude Engel                      | 3 min 59 s        |
| 12. | Top Secret                             | Pierre Grosz                | Claude Engel                      | 3 min 59 s        |
| 13. | Un souvenir heureux                    | Danièle Thompson            | Vladimir Cosma                    | 2 min 52 s        |
| 14. | On fait tous du show business + Sortie | Luc Plamondon               | François Cousineau                | 6 min 53 s + 51 s |
| 15. | Je voulais te dire que je t'attends    | Michel Jonasz, Pierre Grosz | Michel Jonasz                     | 5 min 40 s        |

- (Titres 14 et 15 en concert)

## Crédits
- Musiciens : Multiples
- Conception pochette : Didier Foret
- Production : Gestion Son Image
- Label : Amérilys / CNR Music